# Simon Berglund
Simon Berglund (26 de noviembre de 1997) es un deportista sueco que compite en tenis de mesa. En los Juegos Europeos de Cracovia 2023 consiguió una medalla de plata en la prueba de equipo.

## Palmarés internacional
| Juegos Europeos | Juegos Europeos    | Juegos Europeos  | Juegos Europeos |
| Año             | Lugar              | Medalla          | Prueba          |
| --------------- | ------------------ | ---------------- | --------------- |
| 2023            | Cracovia (Polonia) | Medalla de plata | Equipo          |